# Distrito electoral de West Bayard (condado de Morrill, Nebraska)
West Bayard (en inglés: West Bayard Precinct) es un distrito electoral ubicado en el condado de Morrill en el estado estadounidense de Nebraska. En el Censo de 2010 tenía una población de 852 habitantes y una densidad poblacional de 3 personas por km².

## Geografía
West Bayard se encuentra ubicado en las coordenadas 41°57′29″N 103°16′51″O / 41.95806, -103.28083. Según la Oficina del Censo de los Estados Unidos, West Bayard tiene una superficie total de 284.29 km², de la cual 284.06 km² corresponden a tierra firme y (0.08%) 0.23 km² es agua.

## Demografía
Según el censo de 2010, había 852 personas residiendo en West Bayard. La densidad de población era de 3 hab./km². De los 852 habitantes, West Bayard estaba compuesto por el 93.08% blancos, el 0.12% eran afroamericanos, el 1.53% eran amerindios, el 0% eran asiáticos, el 0% eran isleños del Pacífico, el 4.34% eran de otras razas y el 0.94% pertenecían a dos o más razas. Del total de la población el 10.68% eran hispanos o latinos de cualquier raza.